# 鶯桃福德站
鶯桃福德站位於臺灣新北市鶯歌區，為新北捷運三鶯線（興建中）的捷運車站。預計於2025年底通車。
在桃園八德段通車之前，本站將會是三鶯線的終點站。

## 車站概要
車站位於鶯桃路、福德一路口。車站編號為LB12。

## 車站構造
高架車站。

## 歷史
- 2017年7月12日，公告各站站名，其中包括「鶯桃福德站 」。[4][5]

### 預定時程
- 2026，第一季，三鶯線正式通車。[6]

## 公車資訊
| 編號 | 經營業者   | 區間                       | 備註                   |
| ---- | ---------- | -------------------------- | ---------------------- |
| L117 | 桃園客運   | 深耕十期社區－深耕十期社區 | 停靠 福德一路309號站牌 |
| 265  | 桃園客運   | 桃園 - 鶯歌(經尖山)        | 停靠 永和街口站牌      |
| F656 | 鶯歌區公所 | 鶯歌火車站 - 鶯歌火車站    | 停靠 永和街口站牌      |
| F657 | 鶯歌區公所 | 昌福國小 - 長庚醫院        | 停靠 永和街口站牌      |

## 外部連結
新北市政府捷運工程局 （页面存档备份，存于）